# Sablîne, Znameanka
Sablîne (în ucraineană Саблине) este un sat în comuna Volodîmîrivka din raionul Znameanka, regiunea Kirovohrad, Ucraina.

## Demografie
Componența lingvistică a localității Sablîne
     Ucraineană (90,91%)
     Rusă (5,13%)
     Alte limbi (1,03%)
Conform recensământului din 2001, majoritatea populației localității Sablîne era vorbitoare de ucraineană (90,91%), existând în minoritate și vorbitori de rusă (5,13%) și armeană (2,2%).